# Alandica Shipping Academy
Alandica Shipping Academy (även ASA) erbjuder sjöfartsutbildning på Åland och inledde sin verksamhet år 2020. ASA innefattar utbildning på gymnasie- och högskolenivå samt fortbildning. Utbildningen sker vid Ålands yrkesgymnasium, Högskolan på Åland och Alandica Shipping Academy. Till ASA hör även skolfartyget M/S Michael Sars. ASA är medlem i den internationella organisationen IASST samt var värd för den årliga konferensen 2021. ASA samarbetar nära med Ålands sjöräddningssällskap.

## Utbildningar
Alandica Shipping Academy omfattar kurser och fortbildningar för sjömän samt grundutbildningar på gymnasie- och högskolenivå.

### STCW-kurser
Alandica Shipping Academys kurser är godkända av såväl Traficom som Transportstyrelsen. Kurserna möter även de internationella kraven på nautiska behörigheter (STCW).
- Räddningsfarkoster och beredskapsbåtar - livsbåtskurs (eng. Survival Crafts and Rescue Boats) STCW A-VI 2.1
- Basic Safety Training STCW A-VI/1.2
- Basic Fire Fighting STCW A-VI/1.2
- Advanced Fire Fighting STCW A-VI/3
- Fast Rescue Boats STCW A-VI/2.2

### Sjöfartsprogrammen vid Ålands yrkesgymnasium[5]
- Däcks- och maskinreparatör
- Vaktstyrman
- Vaktmaskinmästare
- Fartygselektriker
- Kock/servitör

### Högskoleutbildningar[5]
- Elektronik (inriktning sjöfart)
- Maskinteknik (inriktning sjöfart)
- Sjökapten
- Företagsekonomi (inriktning sjöfart)
- Hospitality Management

## Bakgrund
Ålands landskapsregering (LR) beslutade hösten 2019 att bilda Alandica Shipping Academy (ASA) där landskapets tre utbildningsenheter inom sjöfart (Högskolan på Åland, Ålands yrkesgymnasium och dåvarande Ålands sjösäkerhetscentrum) gör gemensam sak för att skapa effektivare marknadsföring och utveckla kundanpassade utbildningar.
I februari 2020 beslutade Landskapsregeringen att man har för avsikt att ombilda Ålands sjösäkerhetscentrum till Alandica Shipping Academy när landskapslagen (2003:17) om Ålands sjösäkerhetscentrum reviderats. I avvaktan på lagändringen beslutades att ASA ingår som en del i Ålands sjösäkerhetscentrum.
I juni 2021 var ASA värd för IASSTs årliga konferenes.
I november 2021 deponerade Wärtsilä en 9L20-motor till Ålands yrkesgymnasium.

### Milstolpar i sjöfartsutbildning på Åland sedan 1854
Se även Sjöfartsutbildning på Åland
- 1854 Navigationsutbildning på Åland började vid Ålands folkhögskola.[7][12]
- 1868 Navigationsskolan i Mariehamn grundades.[12] Vid Navigationsskolan utbildades befäl för nord- och östersjöfart.
- 1874 Utbildningen av sjökaptener inleddes.
- 1935 En maskinteknisk avdelning inrättades vid skolan.[7][12]
- 1938 Byggnaden Navigationsskolan i Mariehamn ritad av Lars Sonck blev färdig.[13]
- 1944 Högre Navigationsskolan blev Ålands Sjöfartsläroverk.[7][12]
- 1961 Ålands sjömansskola (idag Ålands yrkesgymnasium) grundades. [7]
- 1997 Ålands Sjösäkerhetscentrum grundades.[14]
- 2003 Ålands sjöfartsläroverk uppgick i Högskolan på Åland.[12]
- 2020 Alandica Shipping Academy grundades. Ålands Sjösäkerhetscentrum blev Alandica Shipping Academy som även omfattar sjöfartsutbildning vid Högskolan på Åland och Ålands yrkesgymnasium.[6]

## Bilder

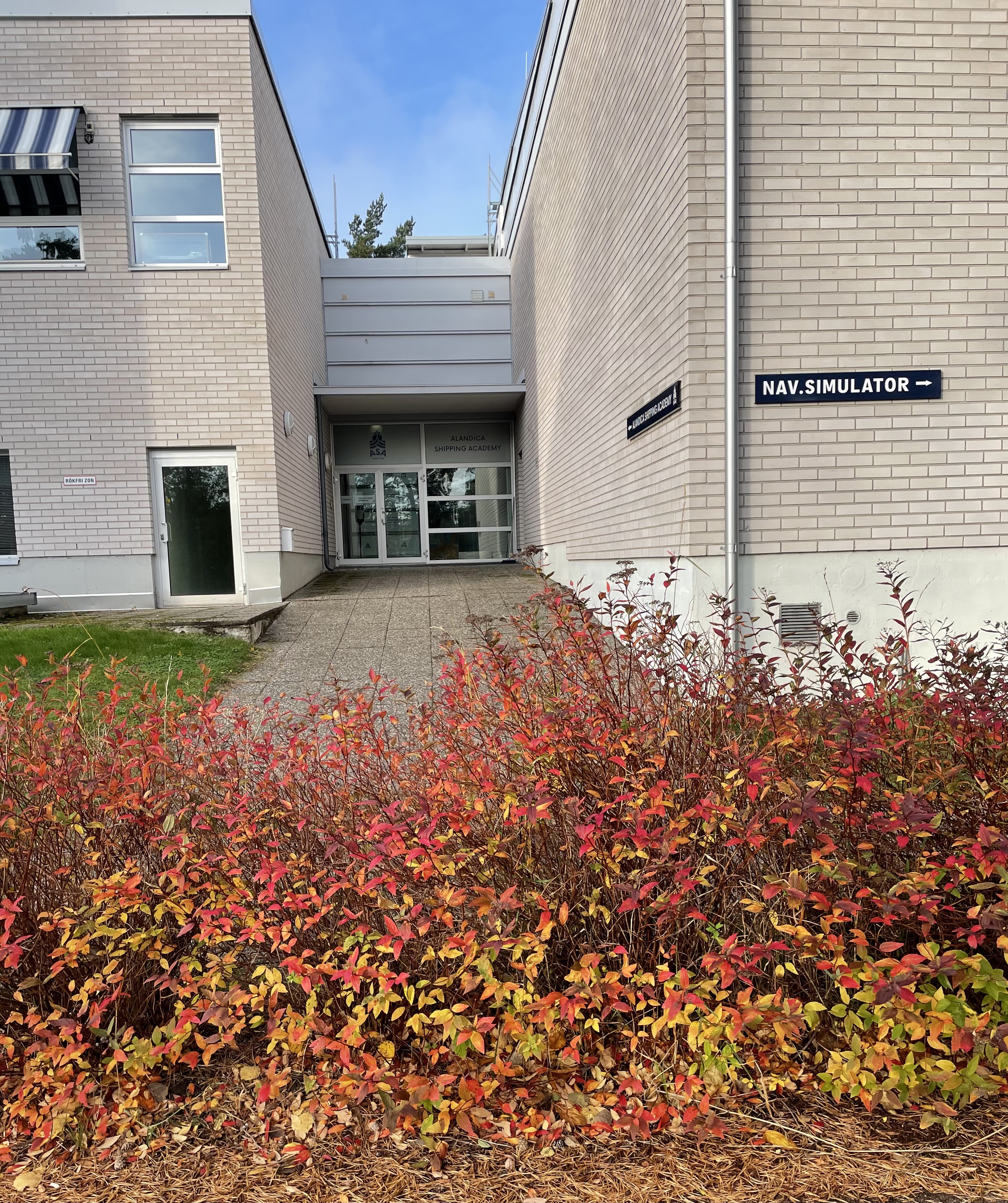
Alandica Shipping Academy
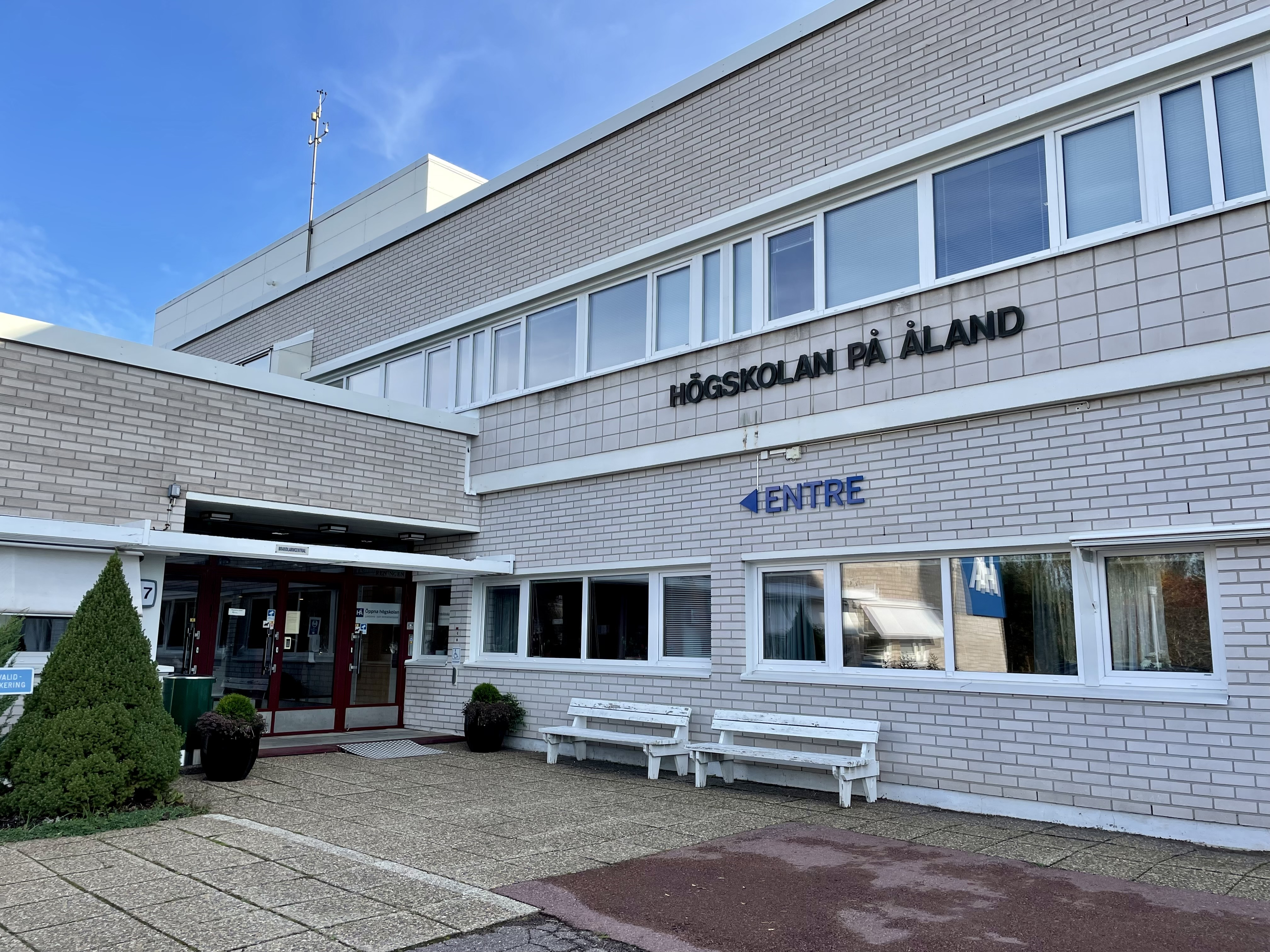
Högskolan på Åland
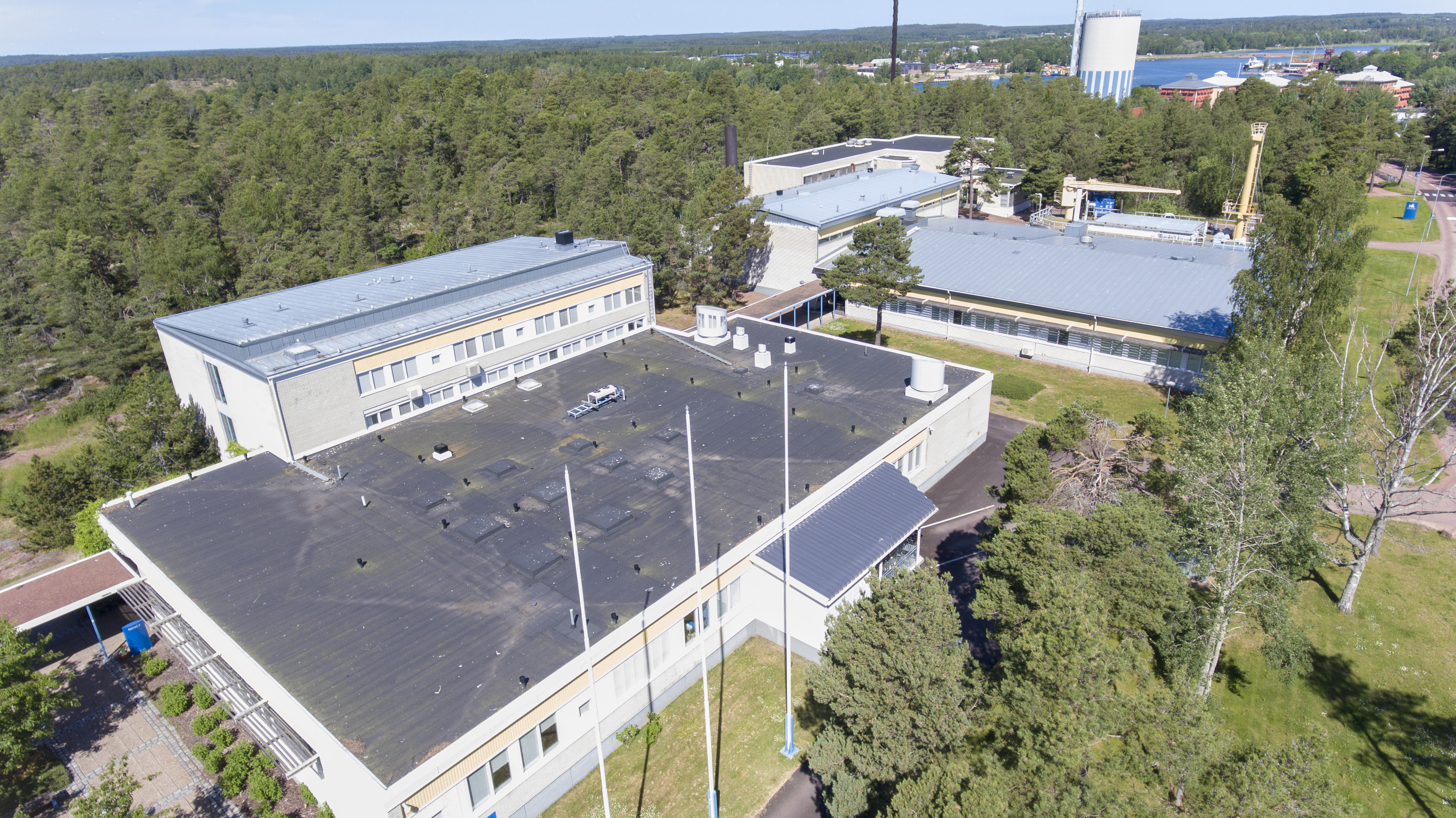
Sjöfartsprogrammen vid Ålands yrkesgymnasium
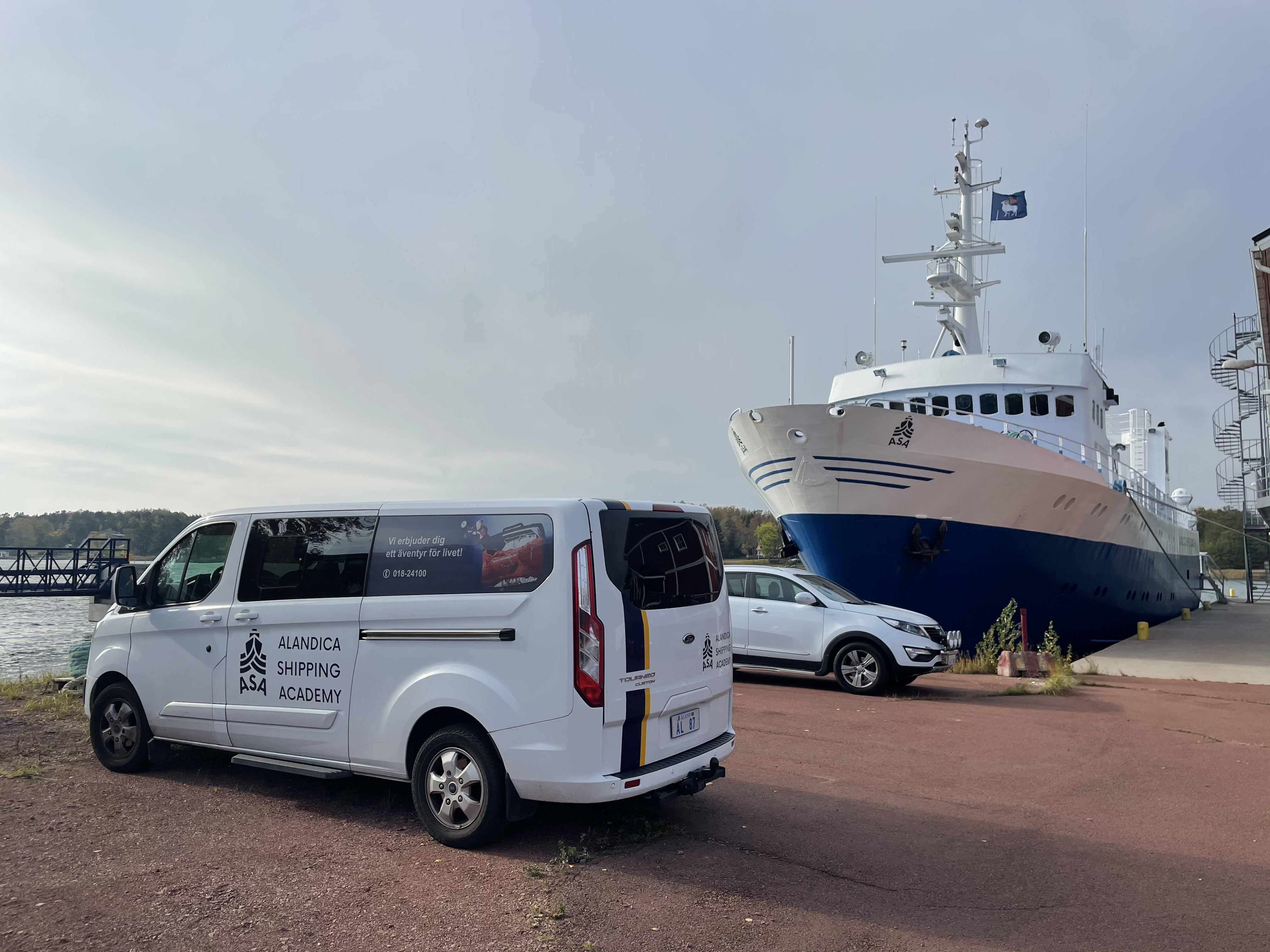
M/S Michael Sars
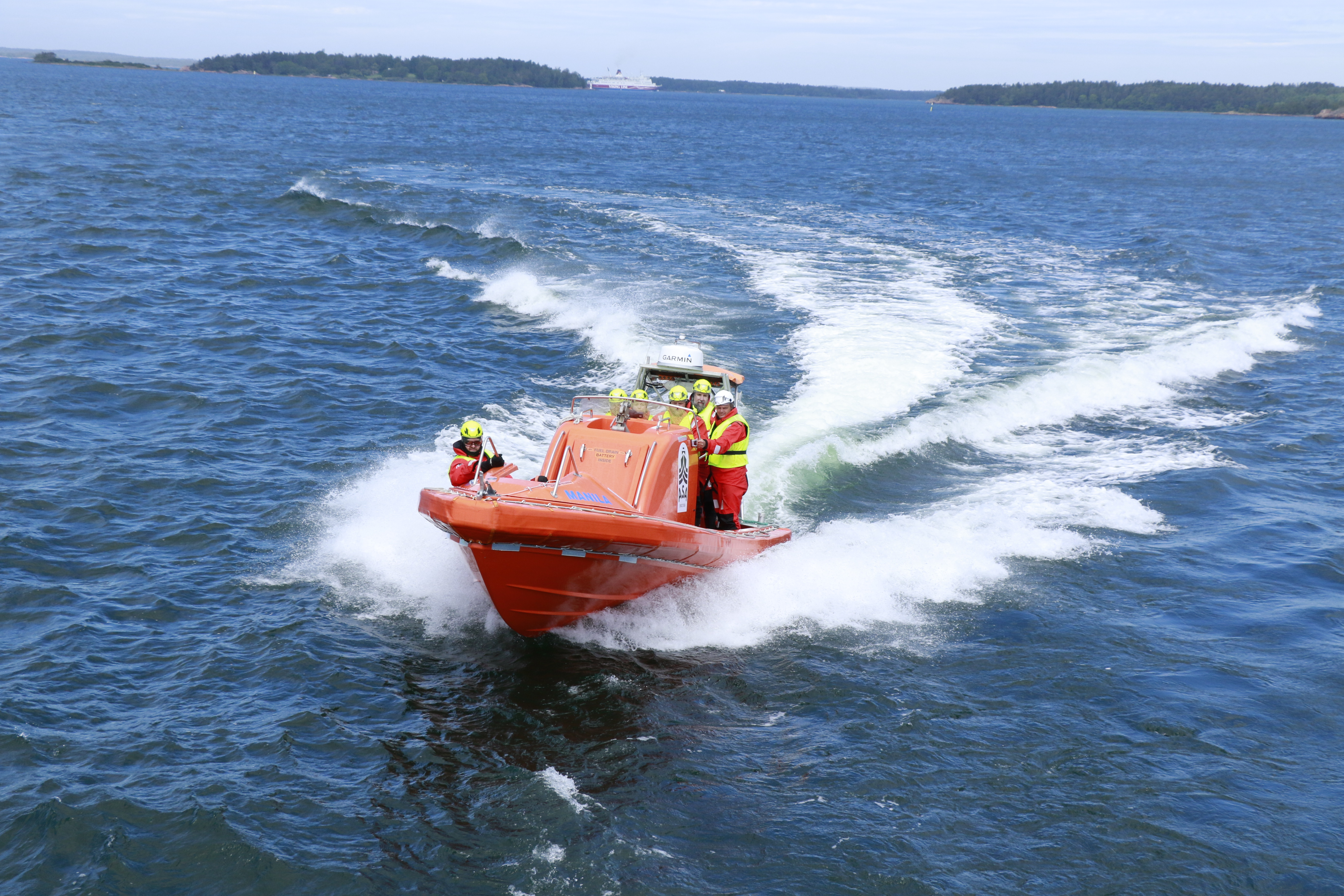
STCW-kurs Fast Rescue Boats
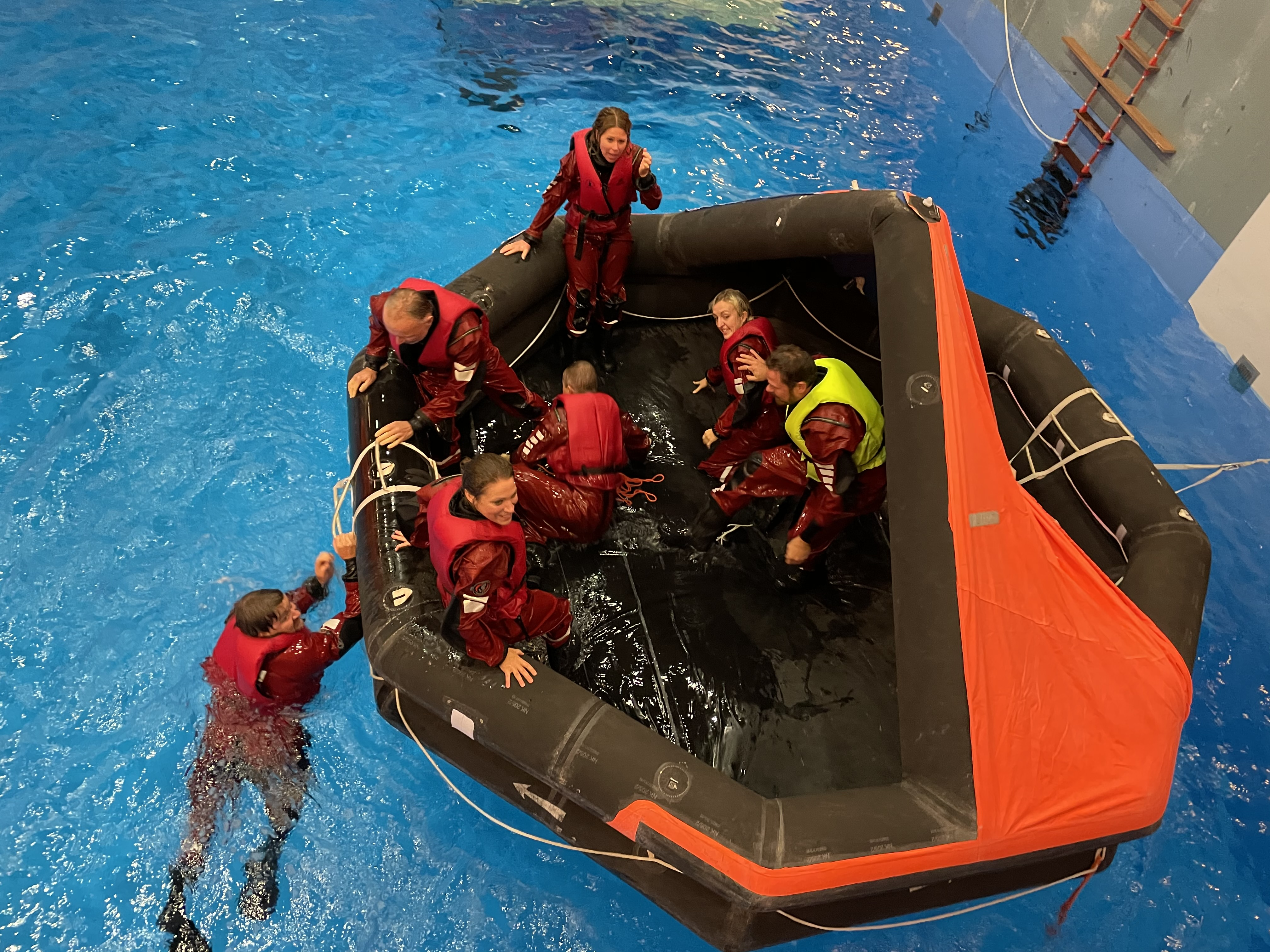
Team Building evenemang i ASAs träningspool
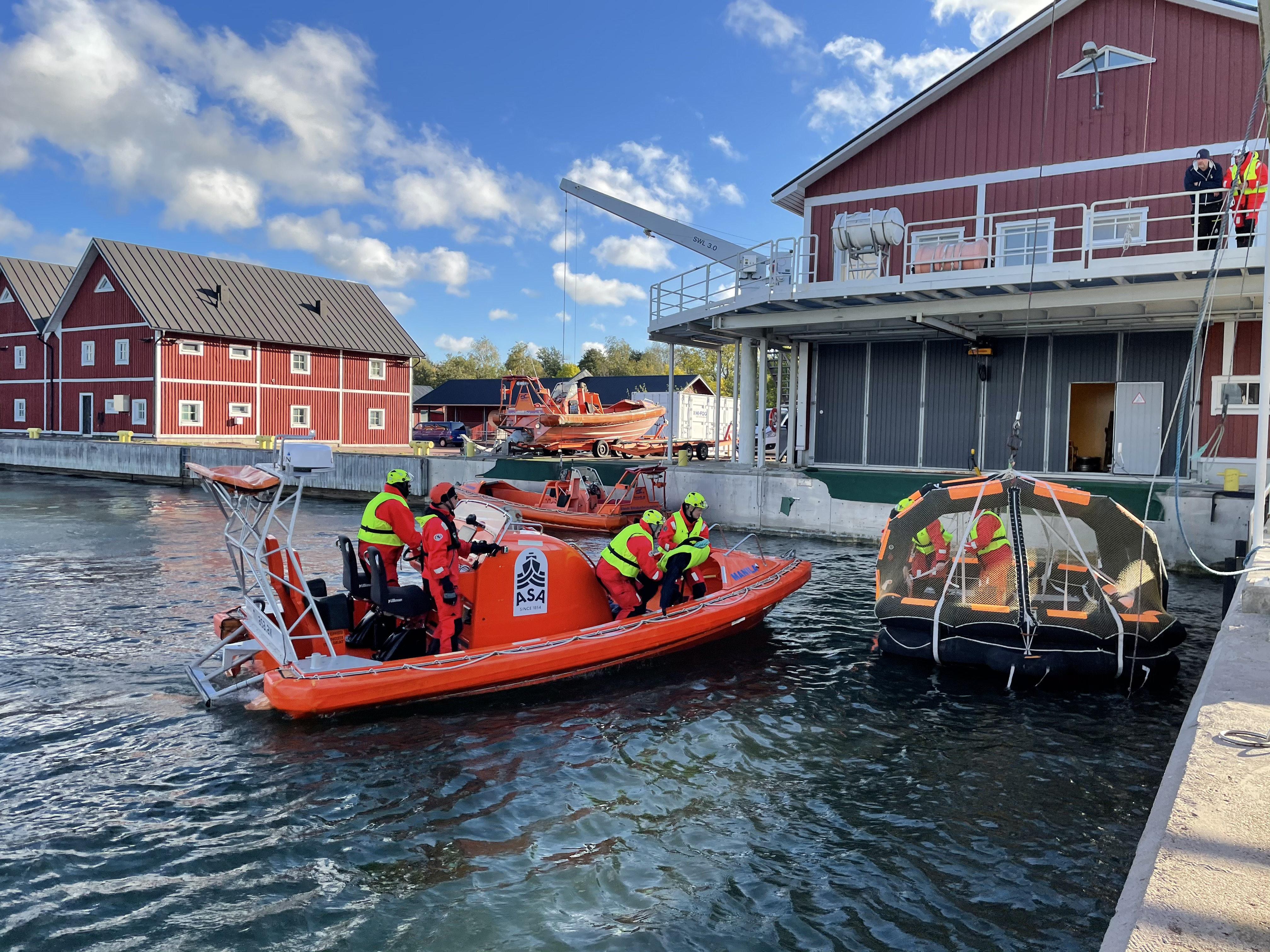
STCW-kurs Fast Rescue Boats i ASAs hamn